# 蒙古棘猛水蚤
蒙古棘猛水蚤（学名：Attheyella mongoliana）为异足猛水蚤科棘猛水蚤属的动物，是中国的特有物种。分布于内蒙古等地，常生活于水质混浊的坑塘中。